# (4298) Jorgenúnez
(4298) Jorgenúnez, désignation internationale (4298) Jorgenunez, est un astéroïde de la ceinture principale.

## Description
(4298) Jorgenunez est un astéroïde de la ceinture principale. Il fut découvert le 17 novembre 1941 à Barcelone par Isidre Pòlit i Boixareu. Il présente une orbite caractérisée par un demi-grand axe de 3,05 UA, une excentricité de 0,29 et une inclinaison de 3,3° par rapport à l'écliptique.

## Compléments